# 右門捕物帖 (1974年のテレビドラマ)
このページでは1974年版と1989年版について説明する。いずれも杉良太郎主演、制作：テレビ朝日（ただし1974年当時は「NET」）・東映。
他の「右門捕物帖」は右門捕物帖を参照。
『右門捕物帖』（うもんとりものちょう）は時代劇テレビドラマ。1974年4月3日から1975年3月26日まで放送された（当時の近畿地区のネットは毎日放送）。
1989年には単発ドラマ版が放送された。

## 1974年版

### 内容
時は文化文政期。八丁堀の鬼同心、近藤右門が得意の剣術と柔術、そして独自の推理力を駆使し難事件を次々に解決する。
製作主体は東映だが、スタッフ勢は元日活の関係者でほぼ占められ、東映出身者がゼロという点も異例である。
第27話において番組の衣替えが行われ、タイトルロールの映像や音楽のアレンジ、キャストの一部が変更された。

### キャスト
- 近藤右門：杉良太郎

柔は草香流、剣は錣正流を極めた北町奉行所の定町廻り同心。家紋は四角の中に鳥が3羽（左上・真ん中・右下）。笑う事は極めて少なく、いつも無表情な事から「むっつり右門」の異名を取っている。第34話以降、捕物の際に「破・邪・顕・正」のポーズを取ってから立ち回りをするのが定番となった。
- おみつ：丘みつ子（第1話 - 第20話）

政五郎の娘。政五郎と共に髪結いの手伝いをしている。
- おけい：土田早苗（第27話 - 第51話）

元女スリ。右門と知り合った事をきっかけにスリの足を洗い、「火の車」で働きつつ、右門に協力する。
- 伝六：田辺靖雄

右門配下の岡っ引き。いつも口が達者な事から「おしゃべり伝六」と呼ばれている。
- 村上敬四郎（あばたの敬四郎）：高品格

北町奉行所に勤めて20年の筆頭同心で、右門の直接の上司。顔に幾つもの痕（あばた）がある事から「あばたの敬四郎（略称：あば敬）」と呼ばれている。右門の手柄を横取りしようとすることが多かったが、番組が衣替えした第27話の前後から多少のキャラクター変更が行われ、右門に協力するシーンが見られるようになった。
- 仙太：東八郎

大番屋の番人だが、第27話以降、おみねの蕎麦屋「火の車」の板前に転職した。
- ちょん松：植田峻

敬四郎配下の岡っ引き。
- 榊原主計頭：山形勲

江戸北町奉行。
- 政五郎：藤田まこと（第1話 - 第20話）

髪結い床「床政」の主人。かつては「煙の政五郎」の異名をとった錠前破りだった。自身の関わった事件をきっかけに右門の手伝いをする事になる。
- おみね：三崎千恵子（第27話 - 第51話）

蕎麦屋・火の車の女将。
- 山下…中山克己

北町奉行所の定町廻り同心で、右門の後輩にあたる。
- 笹島弥七郎（筆頭与力）：村上不二夫
- 大崎：中田浩二

右門の直属の上司。
- おたま：藤野まゆみ（第27話 - 第51話）

蕎麦屋・火の車の看板娘。
- ナレーター：寺田農

### スタッフ
- 原作：佐々木味津三
- 企画：大塚貞夫（歌舞伎座テレビ室）、佐々木太郎（金剛プロ）、泊懋
- プロデューサー：荻野隆史（NET）、秋田亨、小野耕人、矢島進
- 脚本：放映リスト参照
- 音楽：渡辺岳夫
- 主題歌：「燃える男」（作詞・山下リラ、作曲・遠藤実、編曲・斉藤恒夫、唄・杉良太郎（コロムビアレコード））
- 撮影：岩佐一泉
- 照明：北爪勇
- 録音：佐藤泰博
- 美術：鳥居塚誠一
- 助監督：佐藤重直、馬鳥哲広
- 記録：水谷富喜子、小山三樹子
- 装飾：沖村国男
- 制作主任：大滝正治
- 編集：香園稔
- 装置：東京テレビアート
- 効果：協立音響
  - 日本芸能美術
  - 横浜シネマ現像所
  - アオイ・スタジオ
  - 東京衣装
  - 川口かつら
  - 神島編集室
- 殺陣：林成二郎（ファミリーグループ）
- 合気道指導：養神館
- 制作協力：金剛プロダクション、歌舞伎座テレビ室
- 監督：放映リスト参照
- 制作：NET、東映

### 放映リスト
放送日はNET。
| 話数   | 放送日        | サブタイトル       | 脚本              | 監督     | ゲスト出演者（すべて役名表記無し） |
| ------ | ------------- | ------------------ | ----------------- | -------- | --- |
| 第1話  | 1974年 4月3日 | 「雨の女」         | 茶木克彰 石井輝男 | 石井輝男 | 丹兵衛：津川雅彦 お京：新藤恵美 留蔵：今井健二 竹庵：沢彰兼 ：河野弘 ：津久井功二 ：平沢信夫 源八：中島正二 ：村上豪 ：鈴木正典 |
| 第2話  | 4月10日       | 「燃える男」       | 池田一朗          | 原田隆司 | 田所：江原真二郎 お吉：竹下景子 群衆の男：関山耕司 囚人：田辺進三 ：伊藤漠 ：津久井功二 ：菊地大芳 長屋の女：松浪志保 長屋の女：安藤純子 ：平沢信夫 ：村上豪 ：原博美 ：鈴木正典 刺青：河野弘 木曽屋甚六：富田仲次郎（ノンクレジット）                                                                  |
| 第3話  | 4月17日       | 「島帰り」         | 松山威            | 原田隆司 | お藤：稲野和子 おふさ：谷口香 栄次：藤木敬士 おあき：森秋子 上州屋：藤岡重慶 岩瀬：深江章喜 取調べの女：菅井きん 遣手婆：武智豊子 三蔵：波止崎徹 健太：後藤健二（子役） 番太：水木京一 取調べの男：畠山麦 ：平沢信夫 ：村上豪 ：原博美                                                                  |
| 第4話  | 4月24日       | 「罠」             | 高岩肇            | 西山正輝 | お鶴：珠めぐみ、由松：青山良彦、塚田甚内：中田博久、中泉嘉助：六本木真、平八：北九州男、居酒屋の亭主：野々浩介、浪人：中島正二、猪之吉：守屋俊志、金兵衛：西沢武夫、夜鷹：小磯マリ、野口：岡本富士太、村上豪、為蔵：三夏伸                                                                              |
| 第5話  | 5月1日        | 「通り魔」         | 池上金男          | 村山三男 | お若：磯野洋子、代貸：南原宏治、武造：岡崎二郎、遊び人：潮健児、浪人：浜田晃、瀬川一之進：高野真二、番頭 辰蔵：佐野哲也、市原久、村上豪、剣術の師範：河野弘、浪人：中島正二、伊豆見英輔、目付：神山勝、大槌屋：小泉郁之助、お妙：亀井和子、諏訪和文、原博美、鈴木正典、医者：山田禅二、髯の大男：大前均 |
| 第6話  | 5月8日        | 「裏切り」         | 宮田節            | 西山正輝 | おしん：水野久美、藤兵衛：山本麟一、長爺：山岡徹也、親分A：北原義郎、親分B：鶴見丈二、親分C：佐藤京一、浪人：八名信夫、宇之吉：井上博一、三上剛、石田：北町嘉朗、勘兵衛：前沢廸雄、石川敏、中間、峯秀一、矢場の女：千早蘭、原博美                                                                       |
| 第7話  | 5月15日       | 「双つの顔」       | 川口桂            | 村山三男 | おけい：戸部夕子、桜井栄之介：山本豊三、大隈守清：松下達夫、大隈正清：清川新吾、伊豆屋：長島隆一、浪人：角友司郎、遊び人：中野文吾、簪屋の主人：高杉哲平、女将：飯田テル子、長屋の女：和泉喜和子、安田孝、村上幹夫、村上豪、武内正治、西田勇三、八木和子、原博美                                        |
| 第8話  | 5月22日       | 「姉妹花」         | 山野四郎          | 山崎大助 | おなみ：岡田可愛、源三：安部徹、牛田丹後守：名和宏、山澤豊前守：神田隆、亀島：田口計、島根：近藤宏、職人：大東梁吉、弥七：田川恒夫、茶屋の亭主：神田正夫、職人：中島正二、将軍：草間璋夫、中間：山岡正義、同心：白井鋭、石井麗子、おいち：加藤美津子、岩瀬ゆうこ、村上豪                                |
| 第9話  | 5月29日       | 「朱彫りの招き」   | 鈴木兵吾          | 山崎大助 | 恒藤権右衛門：小池朝雄、恒藤せい：三条泰子、十九郎：宮口二郎、手下A：浅香春彦、手下B：はやみ竜次、玉井謙介、医者：河合絃司、近江大介、武内正治、菊地大芳 |
| 第10話 | 6月5日        | 「真実」           | 山野四郎          | 西山正輝 | おうた：永野裕紀子、お常：星美智子、上総屋喜平：清水一郎、治助：轟謙二、町名主：石垣守一、木賃宿の主人：八木秀司、おうたの少女時代：甘利由美子、おさわ：吉田真野子、按摩の猿市：植木等 |
| 第11話 | 6月12日       | 「顔のない女」     | 高岩肇            | 西山正輝 | お八重：松木路子、文吉：山下洵一郎、雇い婆さん：浦辺粂子、文字鶴：峯京子、博仙堂：沢彰謙、商人：石井宏明、阿波屋：水木京一、宮川佳子、玉井謙介、道伯：田崎潤 |
| 第12話 | 6月19日       | 「復讐」           | 津田幸夫          | 西山正輝 | おきた：江夏夕子、梅吉：長谷川明男、市兵衛：美川陽一郎、桂木道庵：上田忠好、おせん：加賀ちかこ、伊勢屋手代：武田昌之、春日：奥野匡、矢崎平蔵：堀田真三、辰造：山根久幸、蝦蟇の油売り：中島正二、西沢まち、八幡源太郎、宮沢奈穂子、近藤哲也、村上豪                                                      |
| 第13話 | 6月26日       | 「左刺しの匕首」   | 池田一朗          | 山崎大助 | 鈴屋文左衛門：内田朝雄、山下の母：角梨枝子、およし：水原麻記、おりつ：三好美智子、梅五郎：玉川長太、鈴屋の内儀：松風はる美、鈴屋の番頭：五藤雅博、山澤順庵：林孝一、浪人：中島正二、新助：西沢武夫、浪人：三上剛、本田龍彦、村上豪、老侍：今井和雄、大月優子、安藤純子                                  |
| 第14話 | 7月3日        | 「十六夜御用心」   | 津田幸夫          | 松尾昭典 | 磯貝京之介：入川保則、加代：鳥居恵子、棟梁：柳瀬志朗、医者：河合絃司、口入屋：竹田将二、正太の父親：伊豆見英輔、人足：中平哲仟、野菜売り：水木京一、谷文太、正太：佐藤賢司（子役）、氷室政司、篠山丹波守：露木護、村上豪、猪吉：浜田光夫                                                                |
| 第15話 | 7月10日       | 「殺しの株札」     | 鈴木兵吾          | 山崎大助 | お芳：市原悦子、富蔵：睦五郎、医者：細川俊夫、長尾：小林勝彦、丸屋惣兵衛：庄司永建、吾平：沢村いき雄、團十郎松：河野弘、三上剛、高嶋洋、山下勝也、茂七：松坂雅治、村上豪、太一：出原健一（子役） |
| 第16話 | 7月17日       | 「張り込み」       | 鈴木兵吾          | 鈴木敏郎 | おふじ：松本留美、平吉：佐々木剛、モニカ：ジュリー・コアラスカ、嶋屋嘉右衛門：村上冬樹、善七：室田日出男、浪人：中島正二、与一：三島史郎、嵐五郎、降旗慶一、小林亘 |
| 第17話 | 7月24日       | 「囮」             | 宮川一郎          | 松尾昭典 | 沢村頼母：土屋嘉男、おしん：黒沢のり子、卯吉：手塚茂夫、文治：蟹江敬三、花菱の女将：白石奈緒美、嶋田屋藤兵衛：増田順司、骨董屋の主人：宮本曠二朗、屋台の親爺：玉井謙介、吉：北上忠行、北山直未、女将：藤井多重子、踊り：浅草小美代、浅草かしわ、浅草富千代、浅草美妃子、浅草可子、謡曲指導：中森昌三    |
| 第18話 | 7月31日       | 「黒い炎」         | 川口桂            | 西山正輝 | 小雪：稲垣光穂子、清次：大山克巳、おのぶ：榊ひろみ、友吉：黒木進、備前屋：高城淳一、金井：勝部演之、伊勢屋番頭：河野弘、備前屋番頭：滝川潤、伊勢屋：佐野哲也、藤吉：峯秀一、矢場の女：絵沢萌子、南郷修三郎、婆さん:小野松枝、山岡正義、庄司三郎、手下：三輪猛雄                                         |
| 第19話 | 8月7日        | 「自白」           | 山田隆之          | 西山正輝 | 千草屋：小栗一也、多美：楠田薫、喜多郎：佐々木功、お峰：水上竜子、梅香：金井由美、天城屋：泉田洋志、須賀良、信次：河原崎長一郎、職人：中島正二、青木万里子、清水武、荒木肇、高山千草、露木護、八木和子、小見山玉樹、岩瀬ゆう子、降旗慶一                                                                |
| 第20話 | 8月14日       | 「色地獄」         | 宮川一郎          | 松尾昭典 | 菊次郎：村井国夫、お小夜：新橋耐子、山部軍十郎：伊吹聰太朗、お袖：高野ひろみ、医師十内：林孝一、十字屋本家：神山勝、おつた：若原初子、白井鋭、村上豪、お澄：浅見広子 |
| 第21話 | 8月21日       | 「脱走」           | 大石隆一          | 西山正輝 | お鈴：桑原幸子、儀助：石山律雄、熊五郎：田中浩、留七：井上博一、三州屋の内儀：藤里まゆみ、三州屋：神山勝、大玉屋：石井宏明、儀助の母：笠井ひろ、手代：松坂雅治、伊豆見英輔、同心の妻：小海とよ子、同心の子ども：内海敏彦、五味一孝、中根政良、野上正、内村不二人                                        |
| 第22話 | 8月28日       | 「くちなしの花」   | 沖原康太郎        | 池広一夫 | 志垣太郎、清水将夫、倉野章子、浜田ゆう子、蜷川幸雄、上野山功一、松山照夫、河野弘、松原光二、小野ひずる |
| 第23話 | 9月4日        | 「消えた男」       | 池田一朗          | 池広一夫 | 南原宏治、大滝秀治、今福正雄、二条朱実、宗方奈美、蝦名由紀子、八名信夫、中村孝雄、中島正二 |
| 第24話 | 9月11日       | 「盗まれた花嫁」   | 押川國秋          | 鈴木敏郎 | 仲谷昇、江見俊太郎、中条静夫、高木均、沢井孝子、西田健、森山周一郎、山田早苗、柴田昌宏 |
| 第25話 | 9月18日       | 「影を斬る男」     | 吉岡昭三 山野四郎 | 鈴木敏郎 | 辰巳柳太郎、光川環世、六本木真、天津敏、中村龍三郎、宇南山宏、霧島八千代、潮建志、大村一郎、小海とよ子、 |
| 第26話 | 9月25日       | 「人質」           | 池上金男          | 鈴木敏郎 | 花沢徳衛、鮎川いづみ、森次晃嗣、見明凡太郎、草薙幸二郎、千波丈太郎、市原清彦、中島正二、波止崎徹、打田康比古 |
| 第27話 | 10月2日       | 「おんな陶模」     | 宮川一郎          | 小澤啓一 | 和崎俊哉、八木孝子、吉田義夫、小野武彦、北島マヤ、東晃声、河野弘 |
| 第28話 | 10月9日       | 「くらやみ河岸」   | 川口桂            | 西山正輝 | 中村玉緒、柴田侊彦、加賀邦男、山岡徹也、林孝一、伊達三郎 |
| 第29話 | 10月16日      | 「狙われた女」     | 鈴木兵吾          | 松尾昭典 | 長内美那子、天田俊明、近藤宏、石井宏明、東大二朗、竹井みどり |
| 第30話 | 10月23日      | 「謎の闇念仏」     | 山野四郎          | 松尾昭典 | 島田正吾、郷鍈治、宮本曠二朗、吉田柳児、宮島誠、笠原明、細川智 |
| 第31話 | 10月30日      | 「切腹」           | 津田幸夫          | 西山正輝 | 河津清三郎、池波志乃、吉岡ゆり、小栗一也、河村弘二、木村元、佐藤京一、河野弘、鶴賀二郎、河合絃司 |
| 第32話 | 11月6日       | 「二十一年目の謎」 | 野上竜雄          | 小澤啓一 | 伊藤雄之助、酒井修、川村真樹、藤山浩二、倉島襄、武藤章生、長谷川弘、中島正二、木島一郎 |
| 第33話 | 11月13日      | 「目撃者」         | 津田幸夫          | 丸輝夫   | 浜田光夫、珠めぐみ、川崎あかね、神田隆、新井麗子、庄司永健、鈴木志郎、波止崎徹 |
| 第34話 | 11月20日      | 「母恋地蔵」       | 高岩肇            | 村山三男 | 水野久美、須藤健、見明凡太郎、轟謙二、山田禅二、長島隆一、鮎川浩、滝川潤、河野弘、中島正二 |
| 第35話 | 11月27日      | 「おとし穴」       | 鈴木兵吾          | 村山三男 | 大和田伸也、北川めぐみ、草薙幸二郎、高野真二、中田博久、波戸崎徹 |
| 第36話 | 12月4日       | 「兄弟」           | 山本英明          | 丸輝夫   | 中谷一郎、久慈あさみ、新克利、真鍋明子、鶴見丈二、浜田寅彦、成瀬昌彦、山本清、中島正二 |
| 第37話 | 12月11日      | 「お島恨み節」     | 本山大生          | 松尾昭典 | 二本柳俊衣、奈良富士子、滝田裕介、辻萬長、 絵沢萌子、長島隆一、田中浩、永井柳太郎、大丸二郎、北村晃一、八名信夫、村上豪、中島正二 |
| 第38話 | 12月18日      | 「逆転」           | 宮川一郎          | 西山正輝 | 伊藤孝雄、伊藤栄子、石浜朗、松風はる美、平泉征、矢野間啓二 |
| 第39話 | 12月25日      | 「黄金の墓」       | 山野四郎          | 松尾昭典 | 藤巻潤、天津敏、工藤明子、深江章喜、玉村駿太郎、山田禅二、原恵子 |
| 第40話 | 1975年 1月8日 | 「右門の愛」       | 高岩肇            | 西山正輝 | 浜美枝、平凡太郎、浅野進治郎、加藤和江、平島正一、中島正二、山田禅二 |
| 第41話 | 1月15日       | 「謎の蛇皮線」     | 田中陽造          | 原田隆司 | 入江若葉、稲葉義男、北村英三、北原義郎、蝦名由紀子 |
| 第42話 | 1月22日       | 「果てしなき野望」 | 前田英郎          | 原田隆司 | 睦五郎、小林勝彦、津山登志子、森章二、小泉郁之助、八代康二、花巻五郎 |
| 第43話 | 1月29日       | 「牡丹の刺青」     | 津田幸夫          | 丸輝夫   | 中村竹弥、菊容子、河原崎建三、庄司永建、田中浩、君夕子、東龍明、長谷川弘 |
| 第44話 | 2月5日        | 「炎の罠」         | 宮川一郎          | 西山正輝 | 珠めぐみ、大門正明、久富惟晴、坂本長利、長弘、山田禅二 |
| 第45話 | 2月12日       | 「ふりむいた女」   | 鈴木兵吾          | 丸輝夫   | 三浦布美子、竜崎勝、和崎俊哉、神田隆、頭師孝雄、新井麗子、池田生二、津路清子、近江大介、水木京一、森みどり、村上豪、宮沢勇、原田千枝子 |
| 第46話 | 2月19日       | 「命いとおしく」   | 山野四郎          | 池広一夫 | 酒井修、高橋昌也、宮本曠二郎、市毛良枝、宮島誠、山下勝也、波止崎徹、菅野直行、清水国雄、石丸博也、木下清、藤田漸、八幡源太郎、河野弘、西田勇三、神山勝、水木京一、近江大介、岩瀬ゆう子、村上豪、原博美                                                                                                  |
| 第47話 | 2月26日       | 「しあわせ」       | 中村努            | 池広一夫 | 光川環世、井上昭文、鈴木瑞穂、町田祥子、亀井三郎、森みどり、沢美鶴、坂上千恵子、田畑善彦、北上忠行、山之辺潤一、木島一郎、神谷信弘、山岡正義、鈴木義幸 |
| 第48話 | 3月5日        | 「淡雪の女」       | 山野四郎          | 松尾昭典 | 有馬稲子、有川博、田中明夫、佐竹明夫、藤江リカ、原恵子、美舟洋子、石井宏明、玉井謙介、三上剛、葛巻輝彦、嵐五郎、伊豆見英輔、尾形とも子、神山勝、白井鋭 |
| 第49話 | 3月12日       | 「秘密」           | 池上金男 川口桂   | 西山正輝 | 工藤堅太郎、岩本多代、中村竜三郎、霧島八千代、長島隆一、陶隆、中島正二、河野弘、伊藤つかさ、村上豪、宮沢勇、伊豆見英輔 |
| 第50話 | 3月19日       | 「男の詩」         | 廣澤栄            | 松尾昭典 | 内藤武敏、長谷川澄子、近藤宏、外崎恵美子、小園蓉子、鶴賀二郎、長弘、河野弘、中島正二、武江昭浩、林野奈子、村上豪 |
| 第51話 | 3月26日       | 「雪の宿」         | 松山威            | 松尾昭典 | 鳳八千代、北村英三、田島義文、伊吹聰太郞、河野弘、柳瀬志朗、中島正二、沢美鶴、江村和紀、波戸崎徹、水木京一、近江大介、北上忠行、秋山要之助 |

### ネット配信
- 2022年4月1日より、YouTube「東映時代劇YouTube」で第1話・第2話が常時無料配信されている。

### 前後番組
| NET系列 水曜21時台（関西地区は腸捻転解消のため除く） | NET系列 水曜21時台（関西地区は腸捻転解消のため除く） | NET系列 水曜21時台（関西地区は腸捻転解消のため除く） |
| 前番組                                               | 番組名                                               | 次番組                                               |
| ---------------------------------------------------- | ---------------------------------------------------- | ---------------------------------------------------- |
| 女・その愛のシリーズ                                 | 右門捕物帖 （杉良太郎版）                            | 鬼平犯科帳 （丹波哲郎版）                            |

## 1989年版
『右門捕物帖 血染めの矢 江戸－長崎 黄金強奪連続殺人に必殺の十手が挑む!』のタイトルで1989年12月28日にテレビ朝日で放送。

### キャスト（1989年版）
- 近藤右門：杉良太郎
- 千尋：白都真理
- お妙：高部知子
- チョンギレ松：桜木健一
- 松浦主膳：大出俊
- 清次：鈴木慎平
- 西田良
- 岡村学
- 内田佳昭
- 浜伸二
- 柳原久仁夫
- 福本清三
- おしゃべり伝六：坂上二郎
- 勇吉：土倉有貴（子役）
- 谷口孝史
- 稲垣陽子
- 富永佳代子
- 星野美恵子
- 阿波地大輔
- 高並功
- 長崎屋：菅貫太郎
- 藤堂兵馬：青木義朗
- 昭文堂：林家木久蔵（特別出演）
- おまつ：曽我廼家鶴蝶
- 村上敬四郎：長門勇
- お弓：夏木マリ
- 神尾元勝：田村高廣

### スタッフ（1989年版）
- 原作：佐々木味津三
- プロデューサー：高橋正樹
- 監督：大洲斉
- 音楽：津島利章
- 脚本：鈴木則文、志村正浩、土橋成男
- 制作：テレビ朝日、東映